# 沙基勒·阿巴西
沙基勒·阿巴西（Shakeel Abbasi，1984年1月5日—），巴基斯坦男子曲棍球運動員，亦為巴基斯坦国家男子曲棍球队成員。

## 簡歷
2010年11月，沙基勒·阿巴西代表巴基斯坦出戰廣州亞運會，參加曲棍球比賽，奪得金牌。